# Lega dipartimentale di Lambayeque
La lega dipartimentale di Lambayeque è una delle 25 leghe dipartimentali della Copa Perú, che costituiscono la quinta divisione del campionato peruviano di calcio. È organizzata dalla FPF, la federazione calcistica peruviana.

## Storia
La Lega Dipartimentale di Lambayeque è stata fondata il 20 ottobre 1978.

## Albo d'oro
| Anno | Campione            | Città      |
| ---- | ------------------- | ---------- |
| 1966 | Juan Aurich         | Chiclayo   |
| 1967 | San Lorenzo         | Chiclayo   |
| 1968 | San Lorenzo         | Chiclayo   |
| 1969 | Unión Tumán (*)     | Tumán      |
| 1970 | Unión Tumán (*)     | Tumán      |
| 1971 | Dep. Municipal      | Lambayeque |
| 1972 | Cultural Pucalá     | Pucalá     |
| 1973 | Cultural Pucalá     | Pucalá     |
| 1974 | Cultural Pucalá     | Pucalá     |
| 1975 | Cultural Pucalá     | Pucalá     |
| 1976 | Boca Juniors        | Chiclayo   |
| 1977 | Dep. Municipal      | Chiclayo   |
| 1978 | Los Aguerridos      | Monsefú    |
| 1979 | Los Aguerridos      | Monsefú    |
| 1980 | Corinthians         | Tumán      |
| 1981 | Atl. Porvenir       | Chiclayo   |
| 1982 | Dep. Cañaña         | Lambayeque |
| 1983 | Dep. Cañaña         | Lambayeque |
| 1984 | San Lorenzo         | Ferreñafe  |
| 1985 | Dep. Cañaña         | Lambayeque |
| 1986 | Juan Aurich         | Chiclayo   |
| 1987 | Piladora San Martín | Ferreñafe  |
| 1988 | Juan Pardo y Miguel | Pátapo     |
| 1989 | Siete de Enero      | Chiclayo   |
| 1990 | Siete de Enero      | Chiclayo   |
| 1991 | Universitario       | Lambayeque |
| 1992 | San Lorenzo         | Chiclayo   |
| 1993 | Juan Pardo y Miguel | Pátapo     |
| 1994 | Boca Juniors        | Chiclayo   |

| Anno | Campione                      | Città         |
| ---- | ----------------------------- | ------------- |
| 1995 | Sport Boys                    | Tumán         |
| 1996 | Mariscal Sucre                | Ferreñafe     |
| 1997 | Juan Aurich                   | Chiclayo      |
| 1998 | Dep. Pomalca                  | Pomalca       |
| 1999 | Dep. Pomalca                  | Pomalca       |
| 2000 | Dep. Pomalca                  | Pomalca       |
| 2001 | Dep. Pomalca                  | Pomalca       |
| 2002 | Flamengo                      | José L. Ortiz |
| 2003 | Flamengo                      | José L. Ortiz |
| 2004 | Flamengo                      | José L. Ortiz |
| 2005 | Boca Junior                   | Ferreñafe     |
| 2006 | Boca Junior                   | Ferreñafe     |
| 2007 | Juan Aurich                   | Chiclayo      |
| 2008 | Dep. Pomalca                  | Pomalca       |
| 2009 | Univ. de Chiclayo             | Chiclayo      |
| 2010 | Univ. Señor de Sipán (U.S.S.) | Chiclayo      |
| 2011 | Los Caimanes                  | Puerto Eten   |
| 2012 | Dep. Pomalca                  | Pomalca       |
| 2013 | Univ. Señor de Sipán (U.S.S.) | Chiclayo      |
| 2014 | Nueva Alianza                 | Chiclayo      |
| 2015 | Construcción Civil            | José L. Ortiz |
| 2016 | Pirata FC                     | José L. Ortiz |
| 2017 | Juan Aurich Pastor            | Batangrande   |
| 2018 | Pirata FC                     | José L. Ortiz |
| 2019 | Carlos Stein                  | José L. Ortiz |
| 2022 | Atl. Porvenir Nueva Esperanza | Oyotún        |
| 2023 | Juan Pablo II College         | Chongoyape    |
| 2024 |                               |               |

- Unión Tumán cambia denominazione a Sp. José Pardo

### Titoli per club
| Squadra                                | Titoli |
| -------------------------------------- | ------ |
| Dep. Pomalca                           | 6      |
| Juan Aurich                            | 4      |
| Cultural Pucalá                        | 4      |
| Dep. Cañaña                            | 3      |
| San Lorenzo (Chiclayo)                 | 3      |
| Flamengo (José Leonardo Ortiz)         | 3      |
| Sp. José Pardo (Tumán) (*)             | 2      |
| Los Aguerridos (Monsefú)               | 2      |
| Siete de Enero                         | 2      |
| Juan Pardo y Miguel (Pátapo)           | 2      |
| Boca Juniors (Chiclayo)                | 2      |
| Boca Junior (Ferreñafe)                | 2      |
| Univ. Señor de Sipán (U.S.S.)          | 2      |
| Pirata FC (José Leonardo Ortiz)        | 2      |
| Dep. Municipal (Lambayeque)            | 1      |
| Dep. Municipal (Chiclayo)              | 1      |
| Corinthians (Tumán)                    | 1      |
| Atl. Porvenir                          | 1      |
| San Lorenzo (Ferreñafe)                | 1      |
| Piladora San Martín (Ferreñafe)        | 1      |
| Universitario (Lambayeque)             | 1      |
| Sport Boys (Tumán)                     | 1      |
| Mariscal Sucre (Ferreñafe)             | 1      |
| Univ. de Chiclayo                      | 1      |
| Los Caimanes (Puerto Eten)             | 1      |
| Nueva Alianza                          | 1      |
| Construcción Civil (José L. Ortiz)     | 1      |
| Juan Aurich Pastor (Batangrande)       | 1      |
| Carlos Stein (José L. Ortiz)           | 1      |
| Atl. Porvenir Nueva Esperanza (Oyotún) | 1      |
| Juan Pablo II College (Chongoyape)     | 1      |